# Anicla
Anicla is een geslacht van vlinders van de familie Uilen (Noctuidae), uit de onderfamilie Noctuinae.

## Soorten
- A. cemolia Franclemont, 1967
- A. ignicans Guenée, 1852
- A. incaica Köhler, 1979
- A. infecta Ochsenheimer, 1816
- A. mahalpa Schaus, 1898
- A. oceanica Schaus, 1923
- A. ornea Druce, 1889
- A. striolata Draudt, 1924
- A. temperata Schaus, 1894